# Ludwig Snell (Mediziner)
Ludwig Daniel Christian Snell (* 18. Oktober 1817 in Nauheim; † 12. Juni 1892 in Hildesheim) war ein deutscher Psychiater und Irrenanstaltsdirektor. Er war ein gefragter Sachverständiger bei der Planung von Irrenanstalten und gründete die erste staatliche landwirtschaftliche Irrenkolonie Deutschlands. Mit seinen Forschungsarbeiten trug er zur Auflösung des Konzepts der „Einheitspsychose“ bei und bereitete den Weg zur Erforschung der Paranoia als eigenständiger Krankheit.

## Leben und Wirken
Snell entstammte der alten nassauischen Gelehrtenfamilie Snell, die Pädagogen, Philosophen und Naturforscher hervorbrachte. Der Großvater Christian Wilhelm Snell, Oberschulrat und Direktor des Gymnasiums Weilburg, hatte gemeinsam mit seinem Bruder Friedrich Wilhelm Daniel Snell, einem Professor für Philosophie in Gießen, ein populäres Handbuch der Philosophie verfasst. Ludwig Snell war der Sohn des Pfarrers Johann Friedrich Snell. Er wuchs in Laufensfelden im Taunus auf und wurde von seinem Vater privat unterrichtet, bis er 1834 an der Universität Gießen sein Abitur ablegte. Er studierte anschließend Medizin in Gießen, Heidelberg und Würzburg. Nach der Promotion 1839 erhielt er 1841 eine Stelle als staatlich besoldeter praktischer Arzt in Hochheim.
1844 wurde Snell mit den Planungen einer neuen Irrenanstalt in Hessen-Nassau beauftragt. Er reiste im Auftrag der Regierung 13 Monate durch Deutschland, nach Wien und Paris, um sich psychiatrisch weiter zu bilden und verschiedene Irrenanstalten zu besuchen. 1845 trat er die Stelle des Arztes an der Korrektions- und Irrenanstalt in Eberbach an. Mit der Eröffnung der maßgeblich von ihm geplanten Irrenanstalt Eichberg am 19. Oktober 1849 wurde er deren erster Direktor. 1856 nahm er einen Ruf in das Königreich Hannover an, um die Irrenanstalt Hildesheim zu übernehmen.

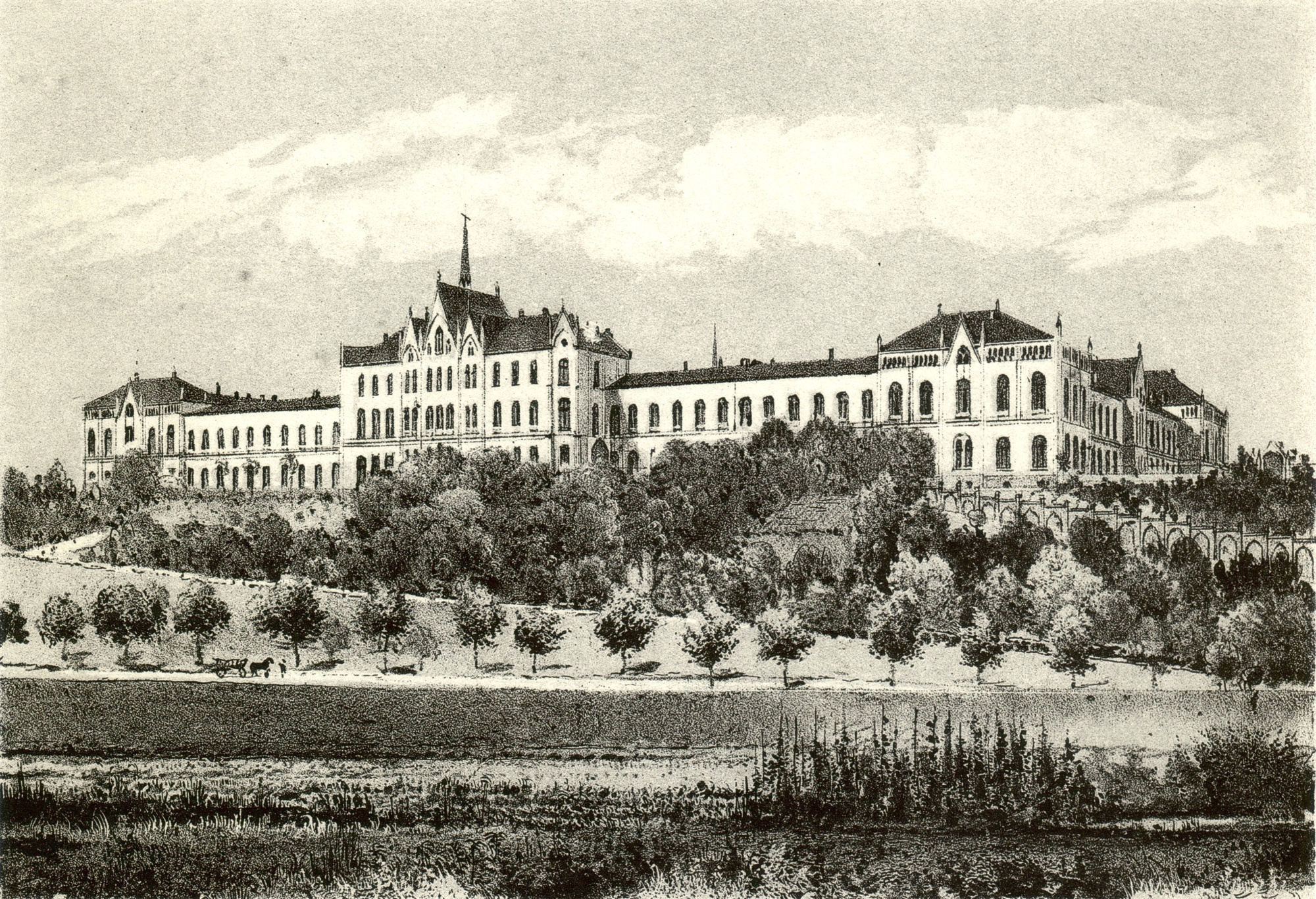
Die Irrenanstalt zu Göttingen nach 1872, Lithographie von Robert Geißler

Die Kapazität der Hildesheimer Anstalt war bereits bei Snells Amtsantritt erschöpft. Nach einer 1862 unternommenen Studienreise, die ihn nach Holland, Belgien und Frankreich führte, gründete er 1864 die erste landwirtschaftliche Irrenkolonie Deutschlands in Einum bei Hildesheim auf den Ländereien der Staatsdomäne Steuerwald. Als Vorbild diente dabei die 1847 gegründete Irrenkolonie Fitz-James (1847) der Gebrüder Labitte in Clermont, von denen es hieß, sie seien durch die Profite der Kolonie Millionäre geworden. In der Hildesheimer „Gartenbaukolonie“ stellte sich aber zunächst nicht der erhoffte ökonomische Erfolg ein; wegen ihrer Therapieerfolge wurde die Kolonie jedoch überregional bekannt. Ferner wirkte Snell federführend an der Gründung zweier Irrenanstalten in Göttingen (1866) und Osnabrück (1868) mit, die noch im Korridorsystem alle Patienten und Ärzte unter einem Dach versammelte. Snell war auch in den folgenden Jahren ein gefragter Berater für den Irrenanstaltsbau und wirkte etwa in den 1870er Jahren bei Anstaltsplanungen in der Rheinprovinz mit. 1865 gründete er den „Verein der Irrenärzte Niedersachsens und Westfalens“, dem er bis zu seinem Tode vorstand. In Hildesheim gründete er außerdem gemeinsam mit Hermann Roemer den „Verein für Kunst und Wissenschaft“.
Snell betrieb aber auch klinisch-psychiatrische Forschung. Am bekanntesten wurde sein Beitrag „Monomanie als primäre Form der Seelenstörung“ (1865), mit der er der vorherrschenden Lehrmeinung Wilhelm Griesingers widersprach, dass von Wahnideen begleitete Geistesstörungen sich stets sekundär aus den primären Affektstörungen entwickelten. Damit unterminierte er nicht nur die Lehre von der „Einheitspsychose“, sondern begründete zugleich die Lehre von der Paranoia als einer besonderen Art der Geistesstörung. Griesinger erkannte daraufhin an, dass Verrücktheit auch primär auftreten könne.
Snell bat im Herbst 1891 um seine Pensionierung, die aber erst zum 1. Juli 1892 bewilligt wurde. Im Januar 1892 erkrankte er an einer Influenza, von der er sich nicht mehr erholen sollte. Zwei seiner Söhne, Otto Snell und Richard Snell, wurden ebenfalls Psychiater und Klinikdirektoren. Seine Tochter Emma (1860–1951) war mit dem Psychiater Julius Bartels (1860–1940) verheiratet. Seine Tochter Berta (1853–1879) war mit dem Landrat Karl von Delius (1840–1907) in dessen erster Ehe verheiratet. Ein Enkel war der Philologe und Rektor der Hamburger Universität Bruno Snell.

## Schriften
- Mitteilung über eine in Hildesheim eingerichtete Ackerbau-Colonie für Geisteskranke. In: Allgemeine Zeitschrift für Psychiatrie und psychisch-gerichtliche Medicin, Band 21, 1864, S. 46–48 (Digitalisat).
- Über Monomanie als primäre Form der Seelenstörung. In: Allgemeine Zeitschrift für Psychiatrie und psychisch-gerichtliche Medicin, Band 22, 1865, S. 368–381 (Digitalisat).
- Die Ackerbaucolonie in Einum. In: Allgemeine Zeitschrift für Psychiatrie und psychisch-gerichtliche Medicin, Band 31, 1875, S. 675–679 (Digitalisat).
- Die Überschätzungsideen in der Paranoia. In: Allgemeine Zeitschrift für Psychiatrie und psychisch-gerichtliche Medicin, Band 46, 1890, S. 447–460 (Digitalisat).